# 慙紅葉汗顔見勢
「慙紅葉汗顔見勢」（はじもみじ あせの かおみせ）は、歌舞伎の演目名。通称「伊達の十役」。

## 概要
四世鶴屋南北作。文化12年（1815年）7月、江戸河原崎座初演。初演以来、上演されなかったが、1979年、市川猿之助が奈河彰輔と協力して復元した。『伽羅先代萩』『累』『道成寺』をとりまぜた長編の通し狂言。主役は、赤松満祐・絹川与右衛門・仁木弾正・道哲・足利頼兼・高尾太夫・累・政岡・男之助・細川勝元の10役を41回の早変わりで演じる。三代目市川猿之助により「猿之助十八番ノ内」に選ばれ、のちに「猿之助四十八撰」に選定されている。

## あらすじ
足利家の執権仁木弾正は、赤松満祐の亡霊から足利家を滅ぼすようにと、鼠術と妖術を授かる。仁木は当主の足利頼兼に高尾太夫を勧め、遊興に耽らせる。足利家の旧臣で、累との不義が原因で追放されていた与右衛門は、頼兼の目を覚まさせるために高尾太夫を殺害する。しかし、その現場を道哲に見られてしまう。実は、累は高尾太夫の妹で、与右衛門は高尾太夫の霊が憑いた累を殺害する。与右衛門は、許嫁の宮潟姫をともなって逃れる途中、仁木の密書を拾う。
その後、『伽羅先代萩』の場面が入り、細川勝元が登場。勝元の前で、善悪の人物が対決することとなる。与右衛門が届けた密書が証拠となり、追い詰められた仁木は逃亡を図るが、与右衛門の切腹による出血で妖術が破られ、白洲で大暴れした後に討たれる。
大切の所作は『垂帽子不器娘（ひらりぼうしざいしょのふつつか）』で、累と高尾太夫の霊が京潟姫に祟るが、調伏される。